# Південно-західноавстралійська флористична область

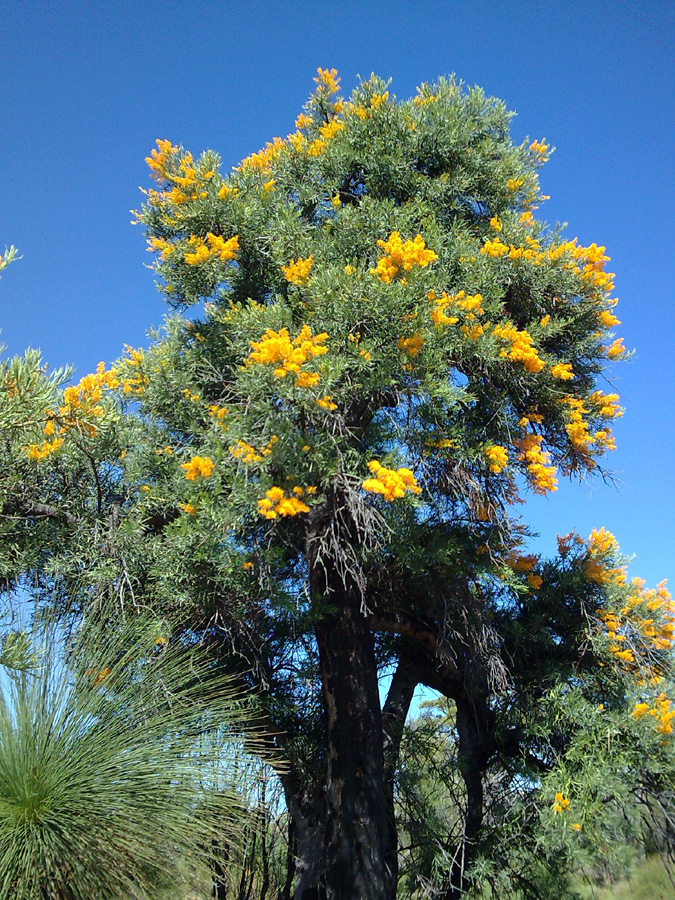
Нуйція

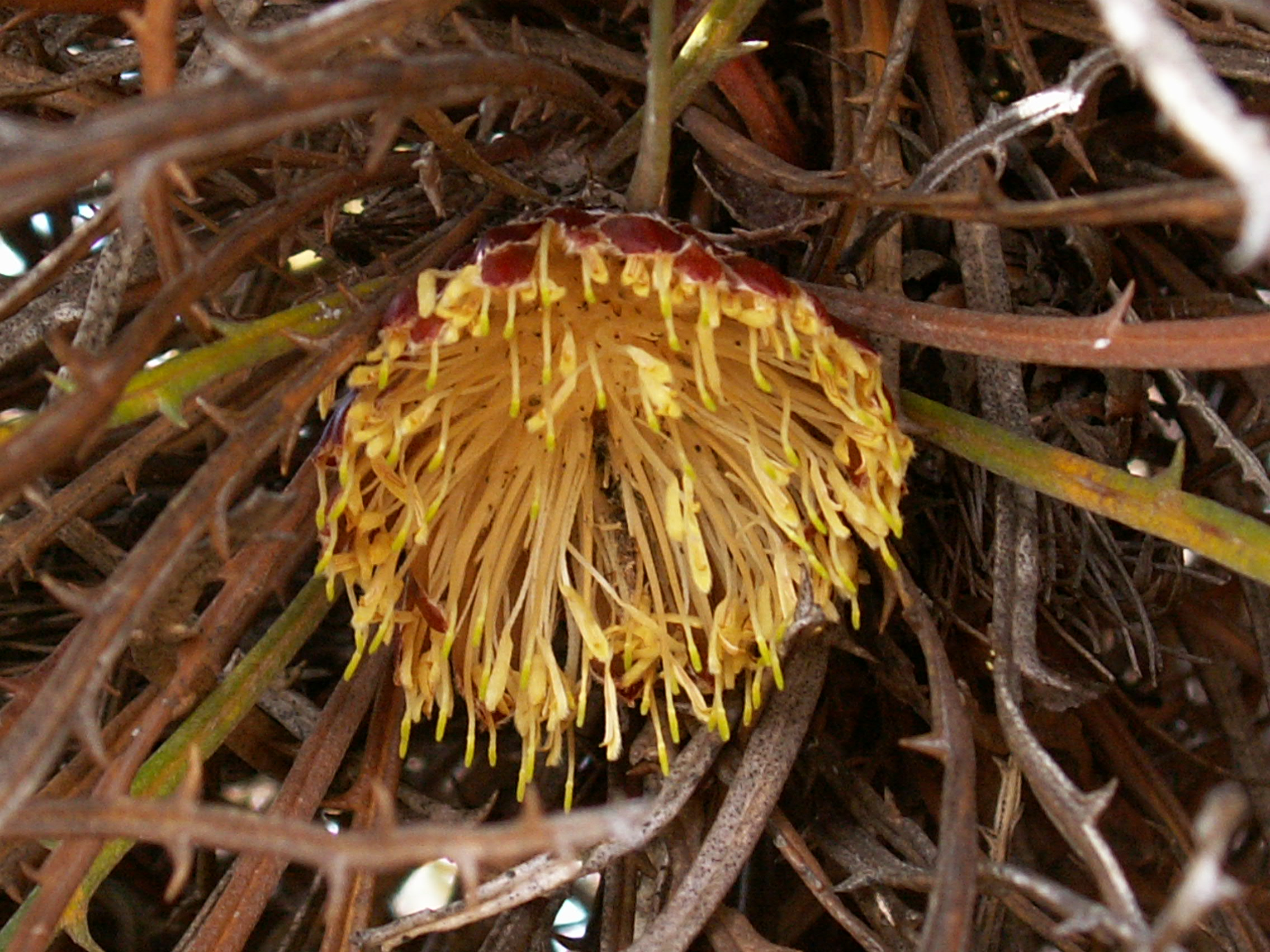
Банксія

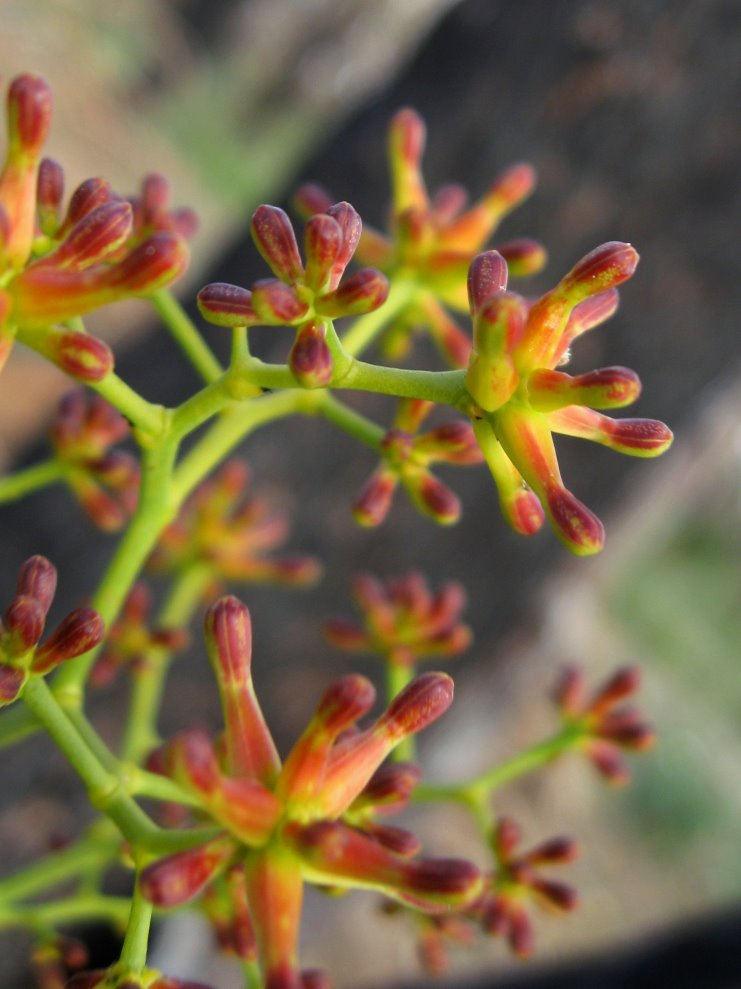
Стирлінгія

Південно-західноавстралійська флористична область входить до складу Австралійського флористичного царства.
До флори області належать 3 ендемічні родини (Cephalotaceae, Eremosynaceae і Emblingiaceae) і близько 125 ендемічних  родів (включаючи Dryandra, Nuytsia, Stirlingia та ін.). Дуже високий видовий ендемізм (75% або й більше).